# Barão de Vila Maria

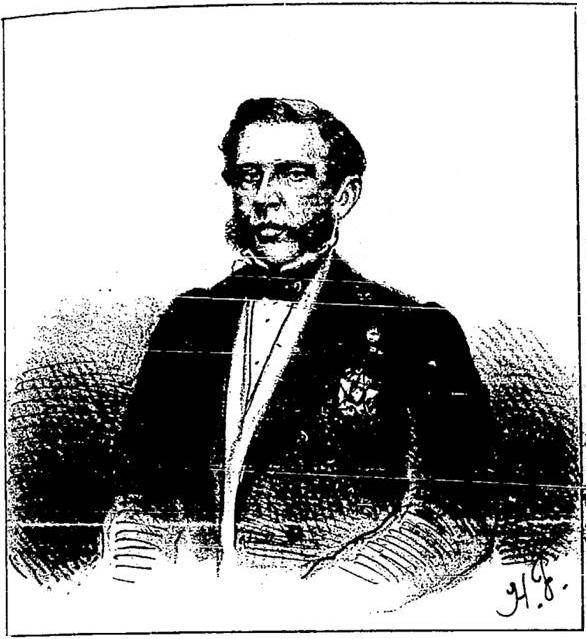
Barão de Vila Maria.

Joaquim José Gomes da Silva, Barão de Vila Maria, filho do Pe. Joaquim José Gomes da Silva (falecido em Cáceres, em 1839 e personalidade de destaque em Mato Grosso, nos acontecimentos que precederam e se seguiram à Rusga), teve por mãe Rosa Thereza Inocência do Nascimento, e uma única irmã de nome Augusta Amália Carolina do Nascimento.
Casou-se em 29 de janeiro de 1847, em Poconé, com sua prima de segundo grau, Maria da Glória Pereira Leite, (Fazenda Jacobina, a 22 de abril de 1831 – Corumbá, em 22 de setembro de 1903), filha do coronel João Pereira Leite, indo se estabelecer mais ao sul de Mato Grosso, hoje Mato Grosso do Sul, pioneiro, fundou a histórica Fazenda Firme, que se tornou importante centro da pecuária da região.
|                                                                                  |  |  |
| O Barão de Vila Maria e Maria da Glória Pereira Leite, a Baroneza de Vila Maria. |  |  |

Teve participação direta nos acontecimentos da invasão paraguaia pelas tropas de Solano Lopes, quando teve os campos de sua fazenda, tomados pelo invasor a fim de suprir-se de gado na fase da Guerra do Paraguai. Foi também importante político, filiado ao partido Conservador, e ocupou vários cargos de destaque na administração provincial em Mato Grosso.
Faleceu a 4 de abril de 1876, em Montevidéu, a bordo do vapor Madeira, que o conduzia de regresso da Corte à Mato Grosso.
Em reconhecimento aos serviços prestados ao país, em 21 de junho de 1862, houve por bem, o Imperador D. Pedro II , outorgar a Joaquim José Gomes da Silva, fazendeiro e lavrador no distrito de Albuquerque, hoje Mato Grosso do Sul, o título nobiliárquico de Barão de Vila Maria.
Após o falecimento dos pais, a Fazenda Firme ficou para o filho do casal, Joaquim Eugênio Gomes da Silva, de apelido Nheco (que depois virou nome do seu primeiro filho) e sua esposa, Maria das Mercês Gomes da Silva, que ao final da guerra, desbravou novamente a região e, fundou e povoou a Nhecolândia, denominação a ele atribuída, dessa importante região do pantanal Sul-Mato-grossense. Tornou-se também importante pecuarista da região.

## Referencias bibliográficas
- José de Mesquita  - Genealogia Mato-grossense
- Luis-Philippe Pereira Leite - Vila Maria dos Meus Maiores